# 加藤敏 (音響監督)
加藤 敏（かとう さとし、1939年3月1日 - ）は日本の音響監督、録音技師。東北新社外画製作事業部演出部吹替課吹替ディレクター。

## 来歴・人物
兵庫県出身。日本大学芸術学部演劇学科卒業。
大学卒業後、同級生であった内池望博に誘われ東北新社に入社。誘われた当初はどんな仕事か分からずとりあえずスタジオに行ったところ、アフレコやダビング等の作業を一生懸命に皆がやる姿を見て感銘を受けたといい、本人曰く「それからずっと居着いちゃったみたいな感じ」とのことである。また、当時の東北新社は7人体制だったため忙しく、入社試験や面接は特に無かったという。
1960年代から吹き替えの演出を行い、吹き替えの創生期から活躍するベテランの一人である。アニメでは手塚プロダクションや東京ムービー新社制作の作品に数多く携わっている。近年は映像テクノアカデミアで講師を務めていた。現在もフリーで活動している。
吹き替え演出では、原語で言っている意味をきちんと汲み取り表現することを大切にしており「そこから外れなければどういう表現にしてもそれでいいだろう、と僕は思っているんですけどね」と語っている。近年は字幕との整合性を指示されることが多いというが、これについては「直訳をそのまま持ってこられても、わけが分からないときってあるんですよね。言わんとしているところのニュアンスをしっかり捉えて日本語に置き換えてくれれば、それでいいんですよ」「本当にその表情に合うような、強く言えるような、そういう日本語で出来れば一番良い訳ですが（笑）」と発言している。
アニメで一番大変な仕事に声優のキャスティングを挙げている。台本でキャラクター、絵コンテで動きをつかみ、あとはキャラクターの設定表を見ての総合判断でキャストを決めているという。
加藤の演出について井上真樹夫は「あんまり駄目出しとかはしない人だよね。でもあの人は言わないから怖い。おどけて笑いながら、実はかなり厳しく見てますから。笑っているからってなめちゃいけない。何も言われないから、逆に新人にはすごく堪えたんじゃないかな」「それでも常に笑っていたのは、スタジオの緊張感を少しでも和らげるためだったのかもしれないね」と語っている。
アニメ『ルパン三世』シリーズでは1977年の『TV第2シリーズ』以降、2010年の『ルパン三世 the Last Job』まで約33年に渡り全作品の音響監督として携わっていた。そのためレギュラー声優陣との付き合いも深い。2012年のインタビューでは、演出について基本的に声優陣の演技を邪魔しないよう自由に演じてもらっていたが、「キャラクターがぶれないこと」「リアルな喋りの芝居と誇張された絵的な芝居のメリハリをつけること」には気を付けていたと述べている。

## 参加作品

### テレビアニメ
1968年
- 妖怪人間ベム

1971年
- ゴルゴ13

1975年
- 元祖天才バカボン
- ガンバの冒険

1977年
- ルパン三世 (TV第2シリーズ)

1978年
- 100万年地球の旅 バンダーブック

1980年
- あしたのジョー2
- フウムーン

1981年
- 新・ど根性ガエル
- じゃりン子チエ

1982年
- スペースコブラ

1983年
- キャッツ・アイ

1984年
- ルパン三世 PARTIII
- 大自然の魔獣バギ

1986年
- Bugってハニー

1989年
- ルパン三世 バイバイ・リバティー・危機一発!

1990年
- 三つ目がとおる
- ルパン三世 ヘミングウェイ・ペーパーの謎

1991年
- チエちゃん奮戦記 じゃりン子チエ
- ルパン三世 ナポレオンの辞書を奪え

1992年
- ルパン三世 ロシアより愛をこめて

1993年
- ルパン三世 ルパン暗殺指令

1994年
- ルパン三世 燃えよ斬鉄剣

1995年
- ルパン三世 ハリマオの財宝を追え!!
- バーチャファイター

1996年
- きこちゃんすまいる
- ルパン三世 トワイライト☆ジェミニの秘密

1997年
- 剣風伝奇ベルセルク
- ルパン三世 ワルサーP38

1998年
- ルパン三世 炎の記憶〜TOKYO CRISIS〜

1999年
- ルパン三世 愛のダ・カーポ〜FUJIKO'S Unlucky Days〜

2000年
- ドキドキ♡伝説 魔法陣グルグル ※25話まで
- ルパン三世 1$マネーウォーズ

2001年
- ルパン三世 アルカトラズコネクション

2002年
- ルパン三世 EPISODE:0 ファーストコンタクト

2003年
- ルパン三世 お宝返却大作戦!!

2004年
- ルパン三世 盗まれたルパン 〜コピーキャットは真夏の蝶〜

2005年
- ルパン三世 天使の策略 〜夢のカケラは殺しの香り〜

2006年
- ルパン三世 セブンデイズ・ラプソディ

2007年
- ルパン三世 霧のエリューシヴ

2008年
- ルパン三世 sweet lost night 〜魔法のランプは悪夢の予感〜

2010年
- COBRA THE ANIMATION
- ルパン三世 the Last Job

### 劇場アニメ
1978年
- ルパン三世 ルパンVS複製人間

1979年
- ルパン三世 カリオストロの城

1981年
- じゃりン子チエ

1982年
- 新・ど根性ガエル ど根性夢枕
- SPACE ADVENTURE コブラ

1984年
- 冒険者たち ガンバと7匹のなかま

1985年
- ルパン三世 バビロンの黄金伝説

1986年
- アモン・サーガ

1991年
- ガンバとカワウソの冒険

1995年
- ルパン三世 くたばれ!ノストラダムス

1996年
- ルパン三世 DEAD OR ALIVE

### OVA
2000年
- 創世聖紀デヴァダシー

2002年
- ルパン三世 生きていた魔術師

2008年
- ルパン三世 GREEN vs RED

2012年
- ルパン三世 Master File「ルパン一家勢揃い」

### ゲーム
1997年
- ルパン三世 カリオストロの城 -再会-

1999年
- アークザラッドIII
- サルゲッチュ

2002年
- ルパン三世 魔術王の遺産

2003年
- ルパン三世 海に消えた秘宝

2004年
- ルパン三世 コロンブスの遺産は朱に染まる

2005年
- キングダム ハーツII ※向山宏志、清水洋史と共同

2006年
- ルパン三世 ルパンには死を、銭形には恋を

2010年
- ルパン三世 史上最大の頭脳戦

### 吹き替え

#### 映画
- アイドルとデートする方法
- 雨のニューオリンズ
- 依頼人 ※ソフト版
- 王妃の紋章
- OK牧場の決斗 日本テレビ版
- カレイドスコープ
- グーニーズ ※TBS版
- スパイ・ライク・アス
- 刑事ジョー ママにお手上げ ※ソフト版
- コレクター ※東京12ch版
- シャレード ※日本テレビ版
- ジョニー・イングリッシュ ※ソフト版
- スペース・パイレーツ
- トレマーズシリーズ
  - トレマーズ2
  - トレマーズ3
- ナイスガイ・ニューヨーク
- ファンハウス/惨劇の館
- フーズ・ザット・ガール
- 不思議の国のアリス(1985)
- マッドマックス/サンダードーム ※フジテレビ版
- 007シリーズ
  - 007/ロシアより愛をこめて ※TBS版1
  - 007/ゴールドフィンガー ※NET版、日本テレビ版
- 48時間 ※日本テレビ旧版
- デイズ・オブ・サンダー ※ソフト版
- ハイスクール白書 優等生ギャルに気をつけろ!
- スパイ・ハード
- スニーカーズ
- スナッパー／私のパパはだれ
- ヤング・ブラック・スタリオン
- 誘拐騒動/ニャンタッチャブル ※VHS版
- 誘惑の行方
- 愛に翼を
- 続・ラブ・バッグ

#### テレビドラマ
- クライム・ストーリー
- クローザー
- さすらいのライダー
- ザ・ホワイトハウス
- スピン・シティ
- 西部二人組[10]
- ソープ
- ハーバーコマンド ※途中から
- ハイウェイ・パトロール ※途中から
- ファミリータイズ
- ふたりはふたご
- プリーチャー
- プリズナーNo.6（1969年、NHK総合）
- 冒険野郎マクガイバー ※追加収録部分のみ
- 名犬リンチンチン ※途中から
- ルナティックス ～ぶっ飛んだ奴らの記録～
- Major Crimes ～重大犯罪課
- 21サンダー

#### 人形劇
- サンダーバードシリーズ

  - サンダーバード 劇場版 ※VHS版、NHK版
  - サンダーバード6号 ※VHS版、NHK版
- マペット・ショー
- 恐竜家族（1995年 - 1996年、NHK教育）

#### 海外アニメ
- アニマニアックス ※7話 - 12話、49話
- アンジェラ・アナコンダ
- カウ&チキン
- サムライジャック
- ジャスティス・リーグ
- シルベスター&トゥイーティー ミステリー
- スクービー&スクラッピー ドゥー
- ターザン
- ミッキー、ドナルド、グーフィーの三銃士
- タイニー・トゥーンズ ※カートゥーン ネットワーク追加分
- タイニー・トゥーンズの夏休み
- タイム・キッド　時空の彼方へ
- タンタンの冒険: 太陽の神殿 ※カートゥーン ネットワーク版
- タンタンの冒険 呪われた湖の謎 ※カートゥーン ネットワーク版
- デクスターズラボ
- トータリー・スパイズ!
- スペース・レンジャー バズ・ライトイヤー
- 電光石火バットマン
- ビリー&マンディ ※26話まで
- ピンキー&ブレイン
- ビアンカの大冒険 ゴールデン・イーグルを救え!
- メロディ・タイム
- フェリシーと夢のトウシューズ
- 101匹わんちゃんII パッチのはじめての冒険 ※木村絵理子と共同
- マドレーヌとすてきな家族
- ラマになった王様
- ラマになった王様2 クロンクのノリノリ大作戦
- 海底2万マイル 深海に消えた真実の物語
- ヘラクレス
- ヘラクレス ※TVシリーズ ※大熊昭と共同
- ファンタジア2000
- メロディ・タイム
- ラテン・アメリカの旅 ※向山宏志、木村絵理子、高橋剛と共同
- ミッキーのクリスマスの贈りもの